# Załęże (powiat człuchowski)
Załęże (kaszub. Zôłenżé) – wieś w Polsce położona w województwie pomorskim, w powiecie człuchowskim, w gminie Koczała.
W latach 1975–1998 miejscowość należała administracyjnie do województwa słupskiego.
Wieś stanowi sołectwo gminy Koczała.